# E Avigno/Palasport - Bizzozero
La Linea E E è una linea di trasporto pubblico locale di Varese operato da CTPI con autobus urbani.
La linea è la principale della città andando dai quartieri Sud ai quartieri a Nord. Passando per zone molto popolate ha un'alta frequenza (10/15 minuti in media). Su questa line si fa uso anche di autobus snodabili poiché vengono percorse solo strade abbastanza larghe.
La linea parte da largo Gajard a Bizzozero per poi dividersi dopo il centro storico per dirigersi ad Avigno o al Palasport (Linea E*).  Eccezionalmente vengono svolte delle corse dirette a Velate.

## Stazioni[2]
| Stazione                  | Posizione             | Linea               | Collegamento    |
| ------------------------- | --------------------- | ------------------- | --------------- |
| Per Lozza                 | Largo Gajard          | E/E*                | Fermata autobus |
| Aurora                    | Viale Borri 338       | E/E*                |                 |
| Settimo - Conte Verde     | Viale Borri 267       | E/E*                |                 |
| BTicino                   | Viale Borri 231       | E/E*                |                 |
| Santa Maria Maddalena     | Viale Borri 191       | E/E*                |                 |
| Rossi                     | Viale Borri 156       | E/E*                |                 |
| San Carlo - Molina        | Viale Borri 133       | E/E*                |                 |
| Cappuccini - Parini       | Viale Borri           | E/E*                |                 |
| Buenos Aires - Cassiodoro | Viale Borri           | E/E*                |                 |
| Ospedale di Circolo       | Viale Borri           | E/E*                |                 |
| Catalani - Tamagno        | Viale Borri 5         | E/E*                |                 |
| Ponte FN                  | Via Magenta 36        | E/E*                |                 |
| Piave                     | Via Piave 4           | E/E*                |                 |
| Stazione FS               | Piazzale Trieste      | E/E* (solo Andata)  | S5 S40 S50 R5   |
| Orrigoni                  | Via Orrigoni 6        | E/E* (solo Ritorno) | Fermata autobus |
| Vittorio Veneto           | Via Vittorio Veneto 9 | E/E*                |                 |
| Moro                      | Corso Moro            | E/E*                | Fermata autobus |
| Sacco                     | Via Sacco             | E/E*                | Fermata autobus |
| Marcello                  | Via Sanvito 10        | E/E*                |                 |
| Risorgimento - D'acquisto | Via Sanvito           | E/E*                |                 |
| Nicotera                  | Via Sanvito 56        | E/E*                |                 |
| Monte Tabor - Castoldi    | Via Sanvito           | E/E*                |                 |
| Prosperpio                | Via Sanvito           | E/E*                |                 |
| Oldofredi                 | Va Sanvito 56         | E/E*                |                 |
| Campigli                  | Via Sanvito 110       | E/E*                |                 |
| Piemonte                  | Via Caracciolo        | E/E*                |                 |
| Nievo -Ferrucci           | Via Caracciolo 26     | E/E*                |                 |
| Saffi                     | Via Caracciolo 55     | E/E*                |                 |
| Alesini                   | Viale Borghi          | E/E*                |                 |
| Vivaldi                   | Via Saffi             | E                   |                 |
| Carrano                   | Via Saffi 150         | E                   |                 |
| Oriani                    | Via Oriani            | E                   |                 |
| Saffi 147                 | Via Saffi 147         | E Velate            |                 |
| Sarca                     | Via Saffi             | E Velate            |                 |
| Po                        | Via Saffi 185         | E Velate            |                 |
| S. Stafano Velate         | Piazza Santo Stefano  | E Velate            |                 |
| Saffi - De Gasperi        | Viale Borghi          | E*                  |                 |
| De Gasperi                | Piazzale De Gasperi   | E*                  |                 |
| Piatti                    | Via Piatti            | E*                  |                 |
| Manin Palasport           | Via Manin             | E*                  |                 |